# 劉卓裕
劉卓裕（英語：Adrian Lau Cheuk-yu，1976年2月7日—，自稱卓卓），獨立民主派人士及著名公關公司高層，曾任香港荃灣區議會愉景選區議員。劉卓裕於荃灣出生和成長，是荃灣聖芳濟中學與香港大學的校友。劉卓裕亦開設公關公司A. Loud Asia，並擔任其行政總裁。劉卓裕協助2018年九龍巴士薪酬調整工潮，而劉卓裕安排傳媒及作出公關及宣傳處理。2019年，香港爆發反對逃犯條例修訂草案運動，而劉卓裕也受其影響，成為「自由系」的成員，並於當年10月9日正式宣佈參與當年的區議會選舉，最終擊敗建制派雙料議員，身兼港區人大代表的田北辰，於荃灣區議會愉景選區勝出。適逢立法會換屆在即，劉卓裕已報名參選2020年立法會選舉功能組別區議會（一）。2021年，劉卓裕以1號候選人的獨立民主派身份出選立法會新界西南，但最终落败。

## 早年生活
劉卓裕在荃灣港安醫院出生，於荃灣的公共屋邨成長，中學時期就讀於荃灣聖芳濟中學，其後取得嶺南大學工商管理學榮譽學士學位和香港大學社會科學碩士學位，大學時期曾擔任民主黨屯門區議會競選助理一年。2013年，劉卓裕創立公關公司A. Loud Asia，公司設於灣仔，為其行政總裁。其個人有15年傳訊經驗，公司也有一些企業客戶。2016年，劉卓裕提名在塞拉利昂協助治療伊波拉病毒病患的蔡文力博士為十大傑出青年，而蔡文力最終亦當選。2017年，劉卓裕與他人共同成立香港青年總裁協會，並擔任其創會理事兼秘書長。2018年，九龍巴士爆發薪酬調整工潮，劉卓裕協助月薪車長大聯盟主席葉蔚琳安排傳媒及作出公關及宣傳處理，而葉蔚琳之夫劉卓恆即為劉卓裕之兄。
從政前，他曾從事公共關係，擔任Hill+Knowlton Strategies的高級客戶經理，他的工作重點是策略計劃和活動管理，曾為頭條日報開發通過文化活動，為其進行品牌建設及推廣。他在公關界積累15年經驗之後，劉卓裕創立了自己的公司A.LOUD Asia。為不同品牌提供公開及市場營銷服務。

## 從政

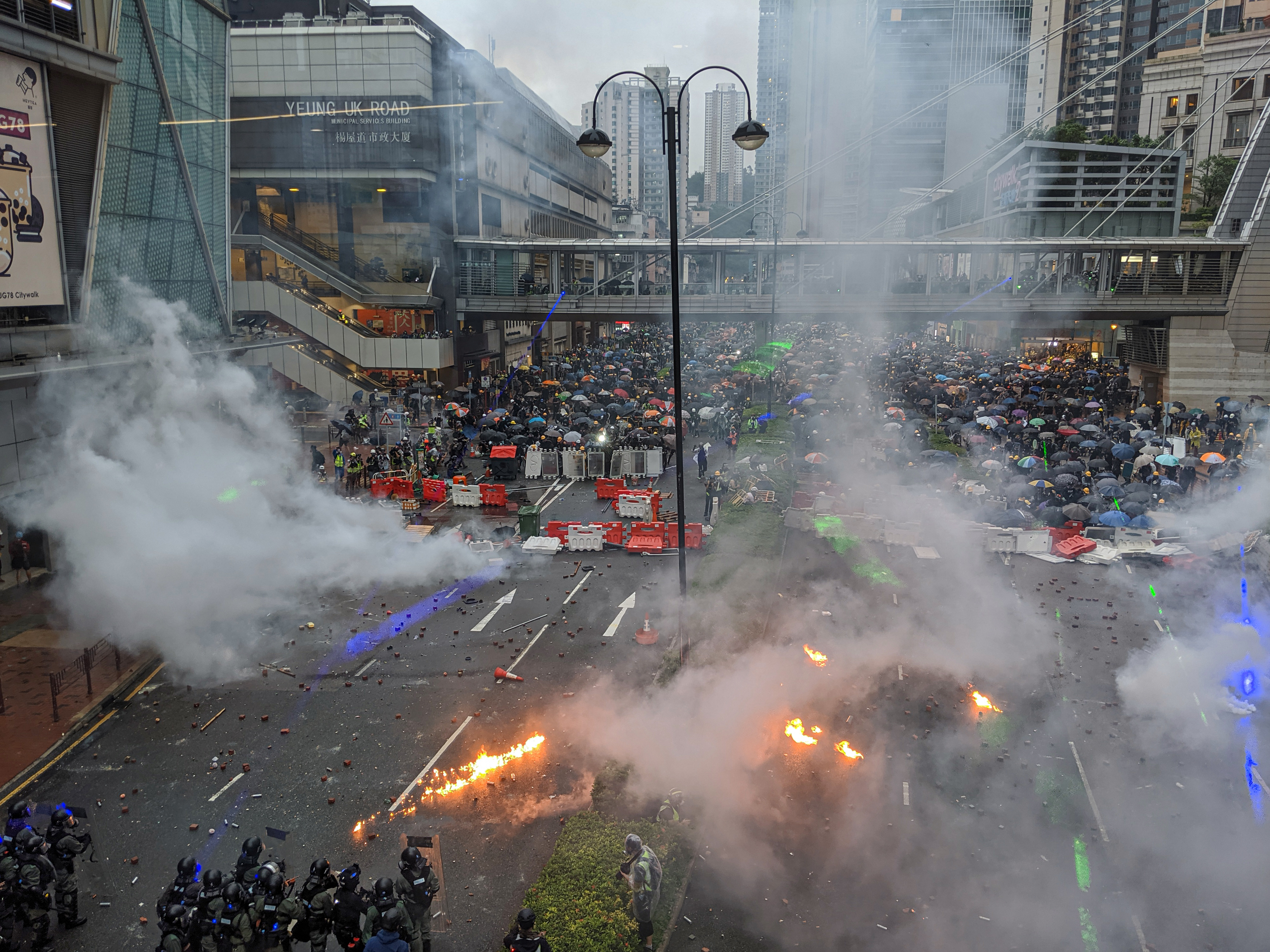
2019年8月25日荃葵青遊行舉行當日，香港警察在楊屋道街市外施放多枚催淚彈

2019年，在反對逃犯條例修訂草案運動的風潮下，劉卓裕成為「自由系」的成員，並於當年7月參與荃民議政，兼為其愉景區社區主任，並擬參與當年的區議會選舉，出戰荃灣區議會愉景選區，挑戰實政圓桌立法會議員田北辰「雙料議員」的地位。他曾指出，愉景新城噪音問題和荃灣西臭河問題多年來也沒有改善，並明言會比田北辰花更多時間關注區政，未來會組織更多居民大會，以及會經常落區。
劉卓裕在接受《蘋果日報》訪問時稱，他最初無意親身參選，並曾在7月初於Facebook私訊一田百貨前行政總裁莊偉忠游說對方參選被拒，而此事使他萌生參選念頭。他在接受《明報》訪問時則稱，令他下決心走到台前考慮出戰的，是數個反修例事件的畫面，例如機場集會中有一個20多歲女生熱情告訴旅客香港現況，以及元朗白衣人襲擊平民、銀髮族遊行等等。他也憶述莊偉忠曾呼籲香港市民登記選民，並稱當時他亦自問作為「70後」可否多走一步去服務社會。
2019年8月25日荃葵青遊行舉行當日，香港警察曾於楊屋道街市外施放多枚催淚彈。翌日，近10名市民自發清潔街市，以地拖、毛巾、梘水及梳打粉沖洗牆壁及地板，而是次清潔行動的發起人正是劉卓裕。他表示，不少荃灣街坊都到楊屋道街市買菜，擔心會有催淚彈的殘餘物影響食物，故自發清潔街市。他又稱，雖然遊行舉行當晚起下了連場大雨，但相信大雨未足夠清除殘餘物。
劉卓裕後來於10月9日正式宣佈參選，提交提名時報稱為荃民議政的公共政策顧問，後來獲編為該選區的1號候選人，時年43歲，終以4498票當選，擊敗同區實政圓桌的雙料議員田北辰的3804票。當選後，劉卓裕與其他荃灣區議會的當選區議員就香港理工大學衝突聯署要求香港警察撤離香港理工大學，並容許各方進入香港理工大學範圍進行人道救援。劉卓裕後來在2020年1月1日離開荃民議政，並向荃灣區議會申報其政治聯繫為“獨立”。
2021年11月9日，劉卓裕獲10名選委提名票下，正式報名參選2021年立法會換屆選舉(新界西南選區)，挑戰民建聯陳恆鑌和工聯會陳穎欣，其競選口號為「為希望奮鬥，為市民堅守」。報名前劉回應記者提問，他形容爭取提名的過程「原來真係好難，同埋真係好難囉」，並且獲得知名商人選委轉介才取得足夠提名。當劉被問到是否仍以「民主派自居」時，他形容自己是「政治新丁」。提名劉的港區人大代表、自由黨陳曉峰回應眾新聞查詢時，表示希望議會多些不同聲音，才可以多元化，不一定要顏色先行。最後劉只獲 12,828 票（選區總票數的 8.08% ）無法當選，在其區議會選區愉景選區只獲得 668 票，比2019年少 3,830 票。

### 選舉結果
以下資料以選舉進行當日作準。 

#### 2019年香港區議會選舉
| 政党   | 政党     | 候选人    | 票数 | %     | ±      |
| ------ | -------- | --------- | ---- | ----- | ------ |
|        | 荃民議政 | ①. 劉卓裕 | 4498 | 54.18 | 不適用 |
|        | 實政圓桌 | ②. 田北辰 | 3804 | 45.82 | -18.70 |
| 多数票 | 多数票   | 多数票    | 694  | 8.36  | 不適用 |

## 外部連結
- 劉卓裕的Facebook專頁（页面存档备份，存于）
- A. Loud Asia的網站（页面存档备份，存于）
- A. Loud Asia的Facebook專頁（页面存档备份，存于）

| 議會席位      | 議會席位                         | 議會席位    |
| ------------- | -------------------------------- | ----------- |
| 前任： 田北辰 | 荃灣區議會愉景選區 2020年—2023年 | 繼任： 末任 |